# Be My Favorite
Be My Favorite (tiếng Thái: บทกวีของปีแสง; RTGS: Bot Kawi Kong Pisaeng; tạm dịch: Bài thơ của năm ánh sáng) là một bộ phim truyền hình Thái Lan phát sóng năm 2023 với sự tham gia của Gawin Caskey (Fluke) và Perawat Sangpotirat (Krist). Bộ phim được phát triển dựa trên bộ tiểu thuyết cùng tên của tác giả tiểu thuyết BL đình đám JittiRain.
Bộ phim được đạo diễn bởi Waasuthep Ketpetch và sản xuất bởi GMMTV cùng với Parbdee Taweesuk. Đây là một trong 22 dự án phim truyền hình trong năm 2022 được GMMTV giới thiệu trong sự kiện "GMMTV 2022 Borderless" vào ngày 1 tháng 12 năm 2021. Tuy nhiên, bộ phim bị lùi lại sang năm 2023, được phát sóng vào lúc 20:30 (ICT), thứ Sáu trên GMM 25 và có mặt trên nền tảng trực tuyến Viu vào 22:30 (ICT) cùng ngày, bắt đầu từ ngày 26 tháng 5 năm 2023. Bộ phim kết thúc vào ngày 11 tháng 8 năm 2023.

## Nội dung
Bodkawee (Perawat Sangpotirat) đã luôn thầm thích Pearmai (Sarunchana Apisamaimongkol) trong suốt 10 năm. Nay, khi biết cô đính hôn với Pisaeng (Gawin Caskey), anh đã dùng một quả cầu pha lê bí ẩn để quay ngược thời gian và thay đổi quá khứ. Tuy nhiên, thay vì nhận được tình cảm từ Pearmai, Pisaeng mới là người thích anh. Không chấp nhận sự thật, Bodkawee tiếp tục sử dụng quả cầu để quay ngược thời gian. Nhưng dù có sửa chữa thế nào đi nữa thì Botkawi và Pisaeng vẫn luôn ở cạnh nhau. Liệu định mệnh đã định sẵn rằng Pisaeng là người mà anh ấy phải ở bên?

## Diễn viên

### Diễn viên chính
- Gawin Caskey (Fluke) vai Pisaeng
- Perawat Sangpotirat (Krist) vai Bodkawee

### Diễn viên phụ
- Sarunchana Apisamaimongkol (Aye) vai Pearmai
- Thanaboon Kiatniran (Aou) vai Max
- Kirati Puangmalee (Title) vai Not
- Justina Suvanvihok (Jus) vai Kwan
- Songsit Rungnopakunsi (Kob) vai Thawi (bố của Bodkawee)
- Phollawat Manuprasert (Tom) vai Phongsathorn (bố của Pearmai)
- Grace Mahadumrongkul vai Tridao (mẹ của Pisaeng)
- Montree Jenuksorn (Pu) vai Người sửa quả cầu pha lê
- Thanaphan Tangsittiprasert (Tatum)
- Supawith Utama (Three)
- Oranat Ramasoot (Jiw)
- Dujdao Vadhanapakorn vai mẹ của Pearmai

## Nhạc phim
| Tên bài hát                                   | Thể hiện                    | Ref. |
| --------------------------------------------- | --------------------------- | ---- |
| ย้อนเวลา (REDO) (Yon Wela)                     | Perawat Sangpotirat (Krist) |      |
| สิ่งเดียวที่ไม่ยอม (Unable) (Sing Diao Thi Mai Yom) | Gawin Caskey (Fluke)        |      |

## Sản xuất
Ban đầu, vai diễn Pisaeng do Chinnarat Siriphongchawalit (Mike) đảm nhận theo thông báo tại buổi họp báo GMMTV 2022 Borderless. Tuy nhiên, vào ngày 13 tháng 9 năm 2022, phía GMMTV đưa ra thông báo rằng sau quá trình tiền sản xuất, cả đoàn phim bao gồm cả các diễn viên liên quan và công ty đã đồng ý đưa ra quyết định thay đổi diễn viên vào vai Pisaeng từ Mike sang Gawin Caskey (Fluke).